# カムカム英語
『カムカム英語』（カムカムえいご）は、1951年12月25日から1955年7月まで、ラジオ東京（現在のTBSラジオ）で放送された語学番組である。ラジオ東京では1952年12月26日をもって番組終了し、文化放送に移行した。
なお、1946年2月1日から1951年2月9日まで平川唯一がNHKラジオで担当していた『英語会話』の通称としても「カムカム英語」が使われている。

## 放送時間
- ラジオ東京:7:15 - 7:30 → 6:40 - 6:55[5]
- 中部日本放送:18:15 - 18:30
- 新日本放送:7:15 - 7:30
- ラジオ九州:18:35 - 18:50